# Орлов, Василий Николаевич
Василий Николаевич Орлов — советский хозяйственный деятель, полный кавалер ордена Трудовой Славы.

## Биография
Родился в 1937 году на территории современной Тверской области. Член КПСС.
В 1956—1959 годах — военнослужащий Советской армии.
В 1959—1991 годах — проходчик, бригадир комсомольско-молодежной образцовой имени 60-летия ВЛКСМ комплексной бригады строительно-монтажного управления № 6 управления строительства «Киевметрострой» Министерства транспортного строительства СССР.
Участник строительства станций «Вокзальная», «Политехническая», «Большевик», «Оболонь», «Площадь Октябрьской революции», Сырецко-Печерской линии Киевского метрополитена.
Указами Президиума Верховного Совета СССР от 21 апреля 1975 года и 19 марта 1981 года соответственно за досрочное выполнение социалистических обязательств награждён орденами Трудовой Славы III и II степеней.
Делегат XXVII съезда КПСС.
Указом Президента СССР от 5 октября 1990 года награждён орденом Трудовой Славы I степени, став полным кавалером ордена Трудовой Славы.
Жил в Киеве.